# Бодрогу-Ноу
Бодрогу-Ноу (рум. Bodrogu Nou) — село у повіті Арад в Румунії. Входить до складу комуни Зедерень.
Село розташоване на відстані 426 км на північний захід від Бухареста, 10 км на південний захід від Арада, 41 км на північ від Тімішоари.

## Населення
За даними перепису населення 2002 року у селі проживали 219 осіб.
Національний склад населення села:
| Національність | Кількість осіб | Відсоток |
| -------------- | -------------- | -------- |
| румуни         | 207            | 94,5%    |
| угорці         | 7              | 3,2%     |

Рідною мовою назвали:
| Мова      | Кількість осіб | Відсоток |
| --------- | -------------- | -------- |
| румунська | 208            | 95,0%    |
| угорська  | 6              | 2,7%     |